# Ceresium elongatum
Ceresium elongatum är en skalbaggsart som beskrevs av Masaki Matsushita 1933. Ceresium elongatum ingår i släktet Ceresium och familjen långhorningar. Inga underarter finns listade i Catalogue of Life.